# آرون نمانه
آرون نمانه (انگلیسی: Aaron Nemane؛ زادهٔ ۲۶ سپتامبر ۱۹۹۷) بازیکن فوتبال اهل فرانسه است.
از باشگاه‌هایی که در آن بازی کرده‌است می‌توان به باشگاه فوتبال گو اهد ایگلز، ای‌اف‌سی توبیز و باشگاه فوتبال رنجرز اشاره کرد.